# .458 Lott
El .458 Lott es un cartucho desarrollado para ser usado en rifles de cerrojo para la caza mayor de animales grandes en África. Su diseño se basa en la modificación del casquillo del .375 Holland & Holland Magnum reducido a 2.8 pulgadas (71.1 mm).
El desarrollo del .458 Lott se origina a raíz de deficiencias encontradas en el .458 Winchester Magnum. Las compañías A-Square, Česká Zbrojovka/Brno, Hornady, y Ruger claves para el aumento en la popularidad del calibre.

## Historia de cartucho
Jack Lott, un cazador y escritor de los EE.UU, durante una cacería de búfalo de Cabo en Mozambique en 1959 resultó herido víctima de una embestida al no poder frenar al búfalo con su 458 Winchester Magnum. Experiencia que lo convenció de que era necesario usar un calibre más potente que el .458 Winchester Magnum.
Al no encontrar un cartucho que satisfaga sus necesidades, Jack Lott empezó a diseñar su propio cartucho y formando los casquillos a partir de los casquillos del .375 H&H Mag.

## Diseño y especificaciones

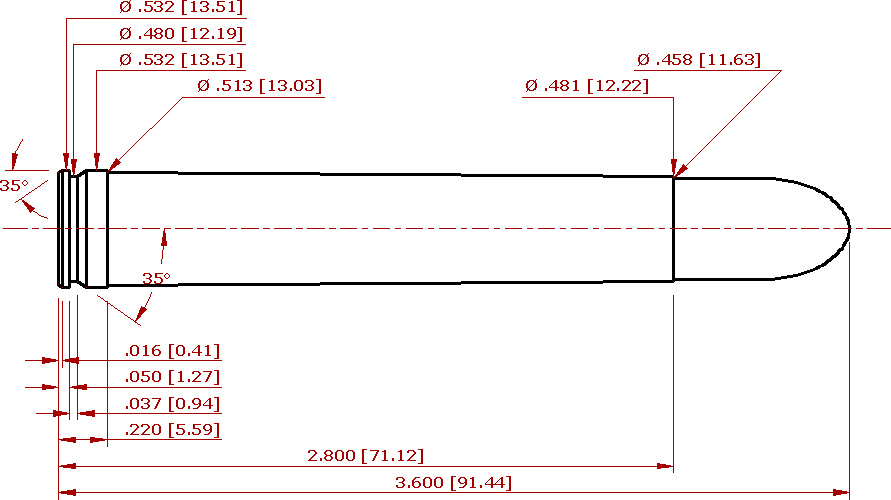
Esquema compatible con SAAMI del cartucho .458 Lott.

El objetivo detrás del diseño del .458 Lott era para proporcionar una mayor capacidad de carga que el .458 Winchester Magnum con objeto de proporcionar rendimiento mejor y menos compresión de la carga de pólvora, que estaba causando apelmazamiento en el .458 Win Mag. El .458 Lott conseguido tanto estos objetivos alargando el casquillo. 
El .458 Winchester Magnum es netamente Afriano. Siendo más fácil de encontrar en tiendas de armas en África que cartuchos Weatherby o Nitro Express. Además, en caso de emergencia, es posible disparar munición .458 Winchester Magnum de un rifle recamarado para .458 Lott.

## Performance
El .458 Lott está diseñado para proporcionar aproximadamente 200 a 300 pies por segundo más que el .458 Winchester Magnum. El cartucho es capaz de despedir un proyectil de 500 granos (32 g) a 2,300 pies por segundo (700 m/s) de un cañón de 23 pulgadas como el Ruger M77. Esta capacidad fácilmente supera el rendimiento esperado del .450 Nitro Express y el .458 Winchester Magnum, posicionando al .458 Lott un escalón arriba, compitiendo con el .460 Weatherby Magnum, que aunque más potente también genera un retroceso mayor. El .458 Lott es también se consideró un cartucho mejor para caza de juego peligroso que el .470 Nitro Express.

## Uso deportivo
El .458 Lott fue diseñado como cartucho de caza mayor africano, particularmente para cazar animales como el Búfalo de cabo, el elefante africano y el rinoceronte, s.

## Rifles y munición
El mecanismo Mauser de alimentación controlada ha sido siempre preferido por cazadores africanos. Está considerado un mecanismo altamente fiable para su capacidad de funcionar bajo condiciones adversas. Muchos fabricantes de rifles como CZ, Hartmann & Weiss, Heym, Holland & de Holland, Mauser, Kimber, Ruger y Westley Richards produjeron rifles alrededor del mecanismo Magnum Mauser 98 en .458 Lott. El CZ  Brno ZKK602 fue uno de los primeros rifles fabricó para el .458 Lott. CZ producía el CZ 550 american Magnum rifle hasta descontinuar el modelo. El Heym Express y Kimber Caprivi es también fabricado para el .458 Lott. Mauser produce rifles en .458 Lott en varios modelos en su M 98 y M 03 rifle líneas.
No-Mauser rifles de acción para el .458 Lott está producido por A-Square, Blaser y Weatherby. Weatherby Ofrece el .458 Lott cartucho en la Mark V Deluxe. Ruger ofrece el .458 Lott en el Ruger No. 1.